# Christian Dior Monsieur
Christian Dior Monsieur est le nom de l'univers masculin de la maison Christian Dior apparu dans les années 1970 et qui disparait en 2001, remplacé par Dior Homme.

## Historique
Dans les années 1950, la maison Christian Dior propose déjà des cravates, aussi bien dans sa boutique parisienne qu'aux États-Unis. Elles sont fabriquées sous licence et nullement dessinées par Dior.
Au milieu des années 1960 où le prêt-à-porter change radicalement la mode, la maison Dior étend ses activités avec le lancement de Baby Dior, la ligne pour enfants, Miss Dior le prêt-à-porter féminin, mais également son premier parfum pour homme, Eau sauvage. Vers la fin des années 1960 est créé le département Christian Dior Monsieur, correspondant à la fois à une attente du marché, particulièrement au Japon, mais également une tendance vers un prêt-à-porter pour homme.
Marc Bohan, alors à la direction artistique de Dior, et son assistant le styliste Philippe Guibourgé qui avait déjà travaillé sur la ligne Miss Dior avec Adeline André, lancent les premières collection en 1970, essentiellement composées de costumes et chemises. Dès le départ, Marc Bohan s’investit pleinement, en plus de la haute couture fer de lance de la maison, dans cette ligne masculine. À partir du milieu des années 1970 apparait une ligne sportswear — qui rencontre un grand succès —, rapidement complétée par de nombreux accessoires tel que des cravates, lunettes, ceintures, chaussures. Jean-Louis Trintignant est habillé par Dior pour le film L'Agression. Dans les années 1980, Marc Bohan prend du recul face à ces collections masculines et la ligne est prise en main par des stylistes spécialisés : Gérard Penneroux arrive en 1980, suivi de Dominique Morlotti jusqu'en 1992, puis Patrick Lavois qui reste huit ans.
Christian Dior Monsieur devient alors Dior Homme.
Un restaurant au nom de « Monsieur Dior » est créé en 2022 dans la boutique Dior de l'avenue Montaigne, avec Jean Imbert comme chef cuisinier.